# Rudanci
Rudanci (cyr. Руданци) – wieś w Czarnogórze, w gminie Žabljak. W 2003 roku liczyła 40 mieszkańców.